# Cristián Conrado de Danneskiold-Samsøe
Cristián Conrado Sophus, Landgrave de Danneskjold-Samsøe (11 de junio de 1774 - 6 de junio de 1823) fue un consejero danés, miembro del consejo, terrateniente y magistrado.

## Biografía
Era el hijo de Federico Cristián de Danneskiold-Samsøe y su segunda esposa Frederikke Louise von Kleist (1747-1814). Cuando tenía aproximadamente 3 años y medio, perdió a su padre. En 1785, el poeta y sacerdote Christian Andersen Lund se convirtió en su supervisor. En 1792, siendo todavía menor de edad, se unió al Consejo del Condado de Samsøe y al consejo de la abadía de Gisselfeld. Podemos inferir sus planes del hecho de que en 1792-1793, realizó un largo viaje al extranjero y elaboró un conjunto de reglas para la corvea en la Abadía de Gisselfeld, en que la posición de los campesinos mejoraba mucho. Abrazó nueva legislación para los asuntos rurales y fue más allá de lo que las leyes requerían. Animó a la silvicultura y horticultura en sus dominios. Gradualmente adquirió más fincas en Holmegaard, Ravnstrup, Næsbyholm, Bavelse, Nordfeld y Aalebæksgaard y Rosendal. Para facilitar el transporte de madera de sus bosques en Næsbyholm, canalizó el río Suså de Bavelse hasta Næstved. Este "Canal de Danneskiold" fue inaugurado el 11 de septiembre de 1812.
En 1808 pasó a ser prefecto del Condado de Præstø; mantuvo esta posición hasta su muerte. Inició varias obras públicas, tales como un puerto en Karrebaeksminde, un hospital en Naestved, etc. En 1799 Cristián dirigió la redacción de una nueva carta para la Abadía de Gisselfeld, en el que el acceso al monasterio se redujo por el depósito monetario requerido, mientras que se aumentó el número de monjas. También aumentó el negocio del convento permitiendo a chicas de todas las clases sociales ingresar en el sistema escolar de la abadía por una cuota anual. Hasta 1821, el monasterio solo aceptaba mujeres de familias nobles como monjas. Ese año, Cristián añadió un departamento para hijas de plebeyos.
En 1808 Cristián recibió la Orden de Dannebrog y la posición 13.ª en el orden de precedencia danesa, para él y sus descendientes. En 1815 pasó a ser consejero privado.
El 30 de noviembre de 1795, contrajo matrimonio con Johanne Henriette Valentine Kaas de Mur (12 de agosto de 1776 - 28 de julio de 1843), hija del Almirante Frederik Christian Kaas y su esposa Edele Sophie Kaas. Después de la muerte de Cristián, el 6 de junio de 1823, su viuda administró sus propiedades habilidosamente. Logró completar la Fábrica de Vidrio de Holmegaard que inició su marido y también creó dos fábriccas de ladrillos en Holmegaard.
Tuvieron los siguientes hijos:
- Condesa Luisa Sofía de Danneskiold-Samsøe (1796-1867), desposó al Duque Cristián Augusto II de Schleswig-Holstein-Sonderburg-Augustenburg
- Frederik Christian, Conde de Danneskiold-Samsøe (1798-1869)
- Cristián Conrado Sophus, Conde de Danneskiold-Samsøe (1800-1886)
- Conde Sophus de Danneskiold-Samsøe (1804-1894)
- Condesa Enriqueta de Danneskiold-Samsøe (1806-1858), desposó al Príncipe Federico de Schleswig-Holstein-Sonderburg-Augustenburg
- Condesa Cristiana de Danneskiold-Samsøe (1809-1873), desposó al Conde Gustav Holck-Winterfeldt